# Flamingo Gardens
| Flamingo Gardens |                 |
|                  |                 |
| Ort              | Davie (Florida) |
| Eröffnung        | 1927            |
| Fläche           | 24 Hektar       |

Flamingo Gardens ist eine Kombination aus einem Botanischen Garten, einem Zoo und einem Museum. Das 24 Hektar große Gelände befindet sich in Davie im Broward County, ca. 20 Kilometer südwestlich der Stadt Fort Lauderdale in Florida in den USA. Es ist auf die Ausstellung der Flora und Fauna Floridas spezialisiert.

## Geschichte
Die Gärten waren ursprünglich Eigentum von Floyd L. und Jane Wray, die 1927 ein Wochenendhaus auf einem parkartigen Gelände am Rande der Everglades bauten. Anschließend begannen sie, eine botanische Sammlung anzulegen und Tiere aus der Umgebung anzuschaffen. Die gemeinnützige Floyd L. Wray Memorial Foundation wurde gegründet, um das Anwesen für zukünftige Generationen und Besucher zu erhalten. Geführte Touren durch das Gelände werden täglich angeboten.

## Anlagenkonzept

### Botanischer Garten
Einen breiten Raum nimmt in Flamingo Gardens die umfangreiche botanische Abteilung ein. Dort befinden sich neben einheimischen Pflanzen auch exotische, tropische und subtropische Pflanzen in mehr als 3000 Arten. Das Arboretum enthält einige der größten Bäume im Bundesstaat Florida sowie einige der letzten natürlichen Hartholzwaldungen in Südflorida. Besonders große und eindrucksvolle Bäume werden als Champion Trees bezeichnet, beispielsweise Enterolobium cyclocarpum oder 200 Jahre alte Virginia-Eichen (Quercus virginiana). Ein bedeutender Bereich umfasst eine Sumpflandschaft sowie einen tropischen Regenwald. Außer speziell zusammengestellten Ausstellungen verschiedener Pflanzenarten, beispielsweise von Orchideen oder Helikonien gibt es auch einen Schmetterlings- und Kolibrigarten sowie einen Fragrance Garden (Duftstoff-Garten). Ein Pollinator Garden wurde extra als Nektarquelle für Insekten und zur Pollenaufnahme angelegt. Einige Vogelarten leben frei zwischen der Vegetation. Nachfolgende Bilder zeigen einige Pflanzen, die sich auf dem Gelände befinden:

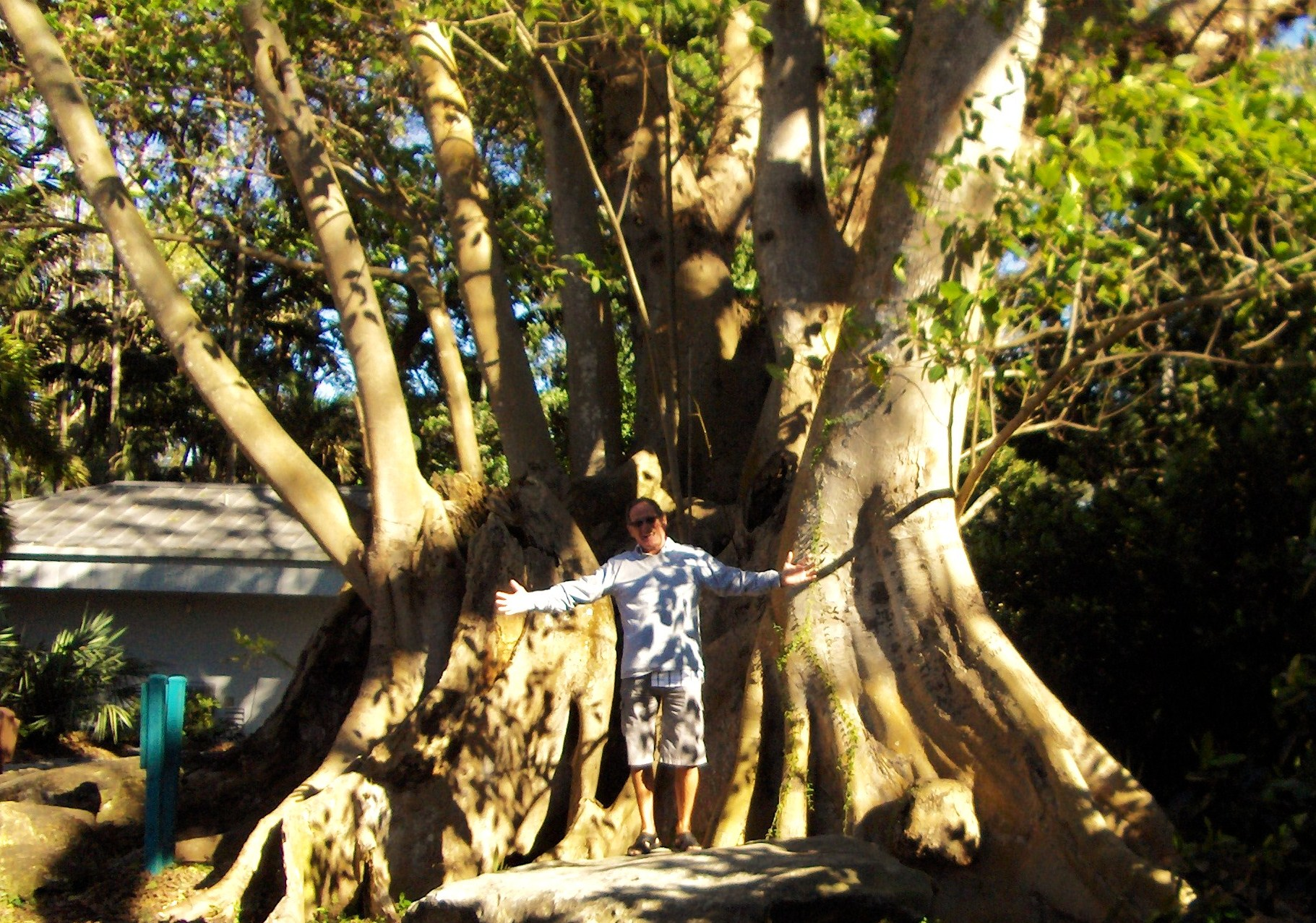
Champion Tree im Arboretum
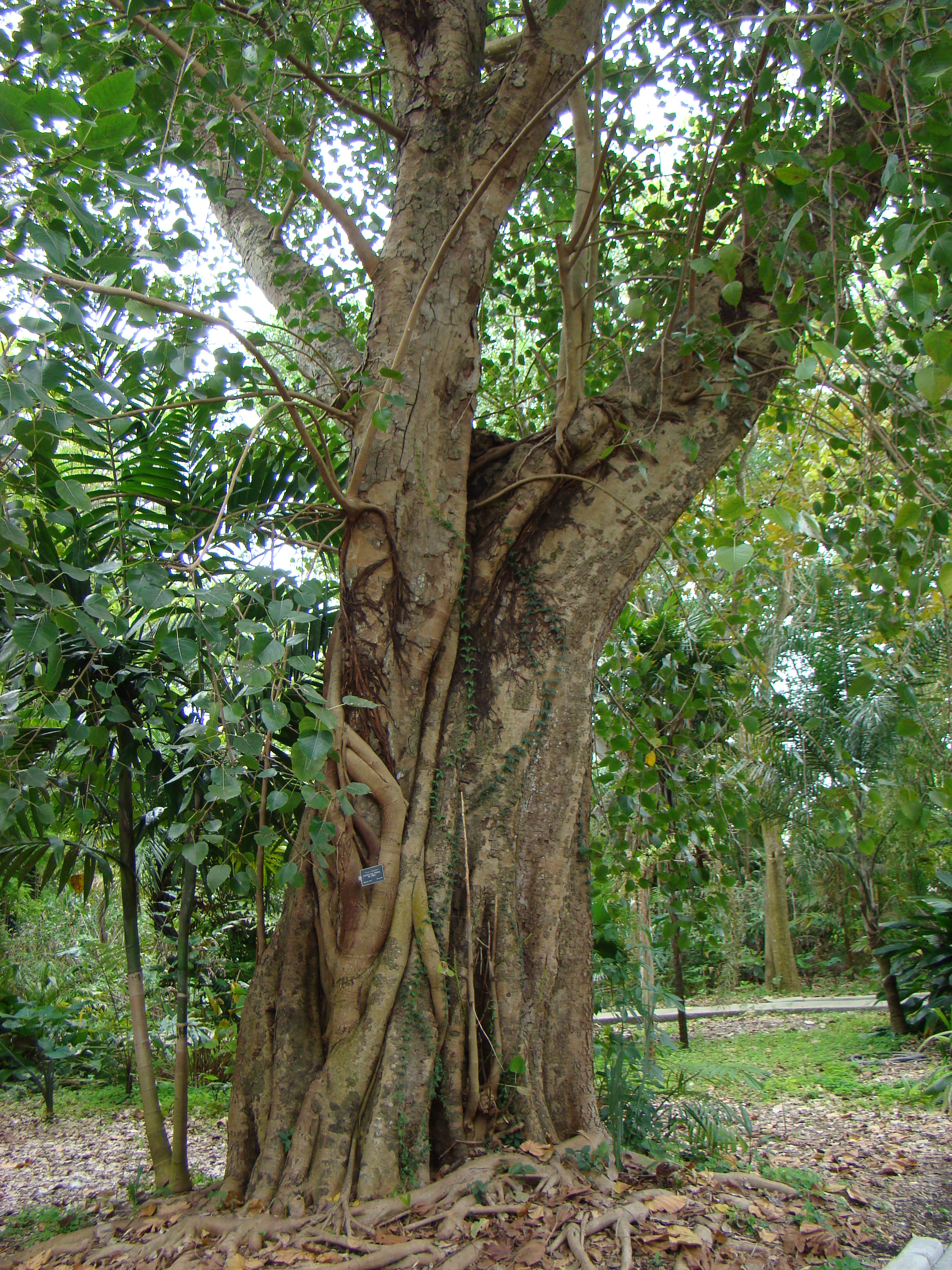
Pappel-Feige (Ficus religiosa)
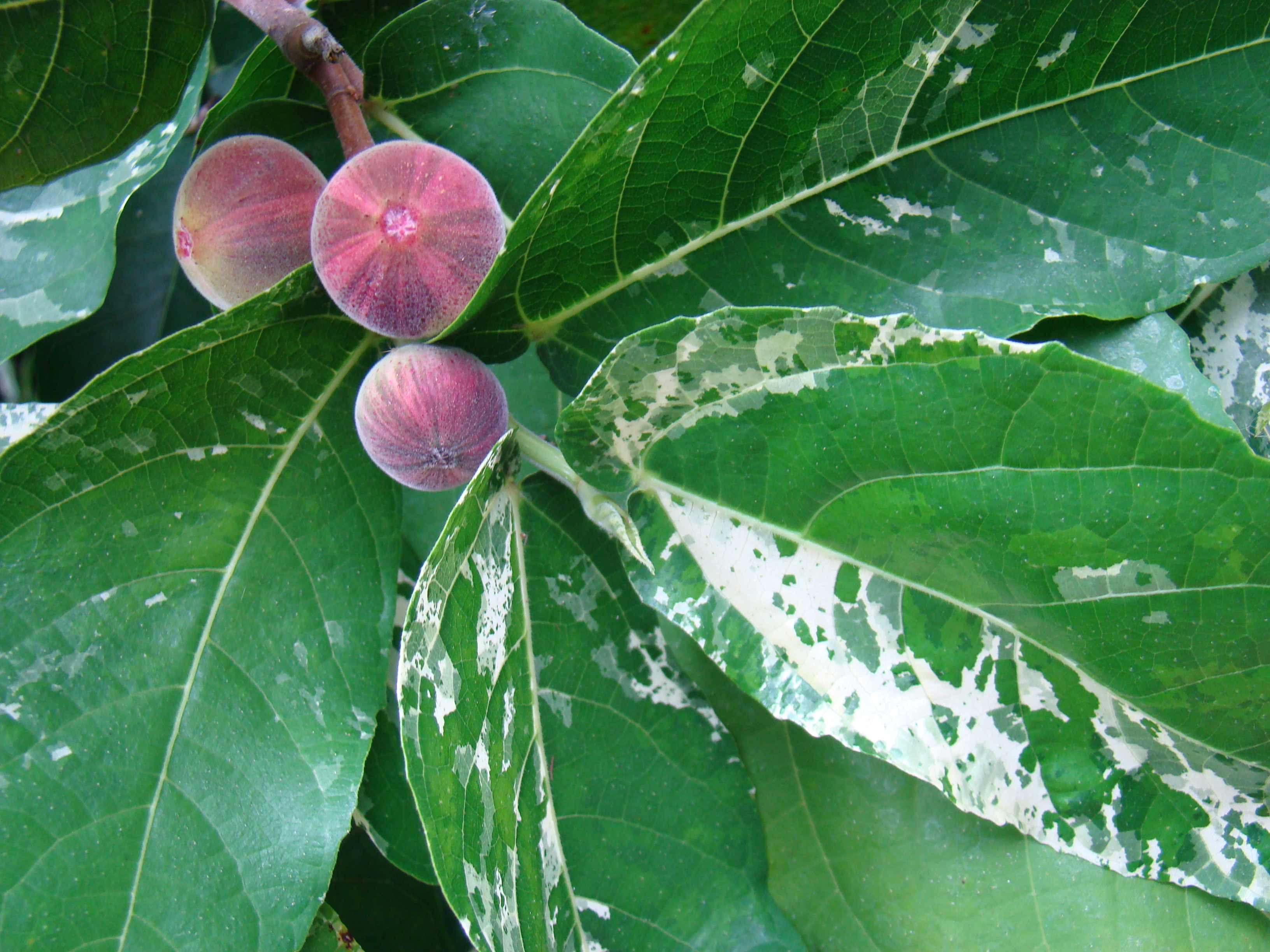
Ficus aspera
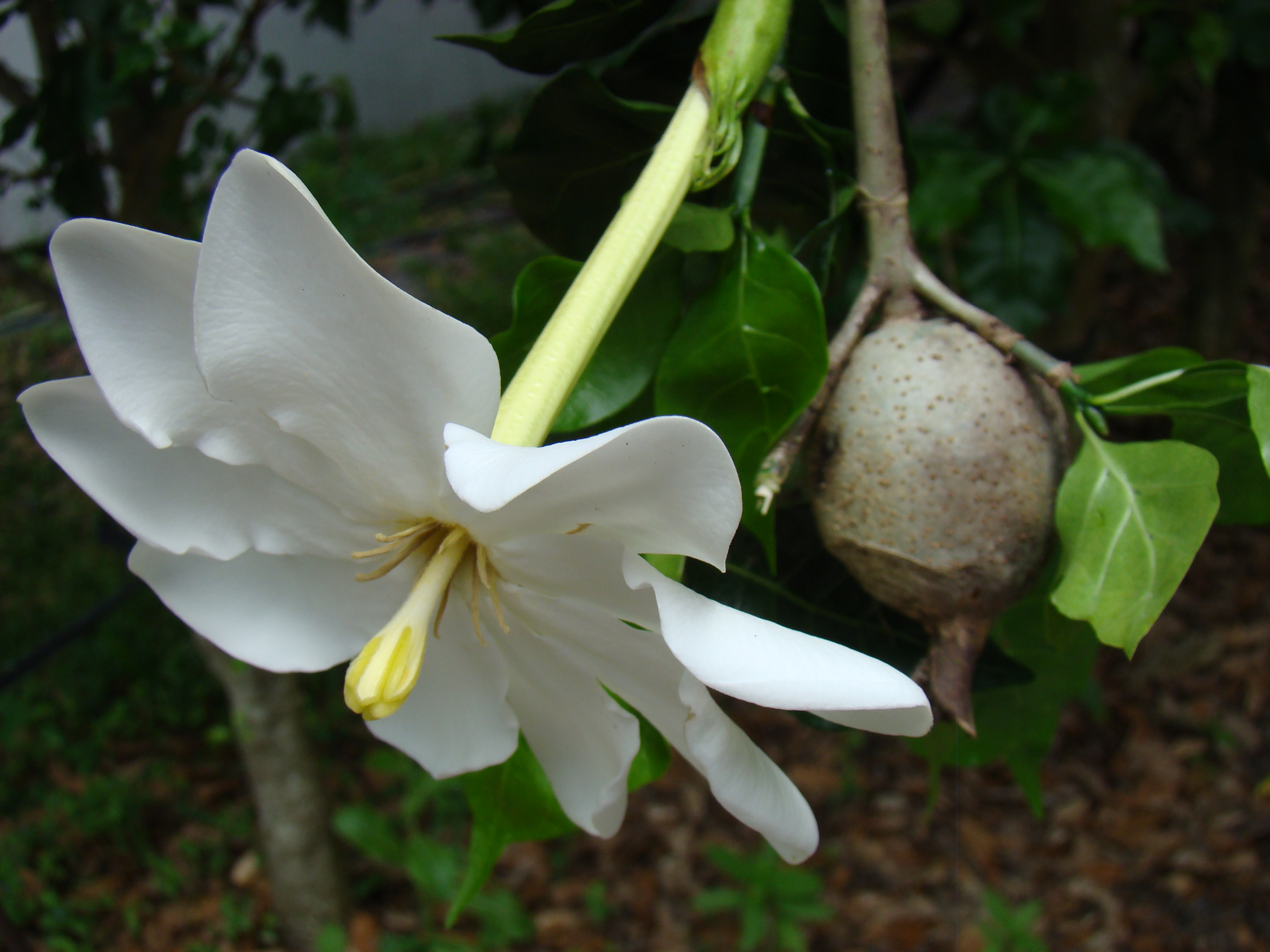
Wald-Gardenie (Gardenia thunbergia)
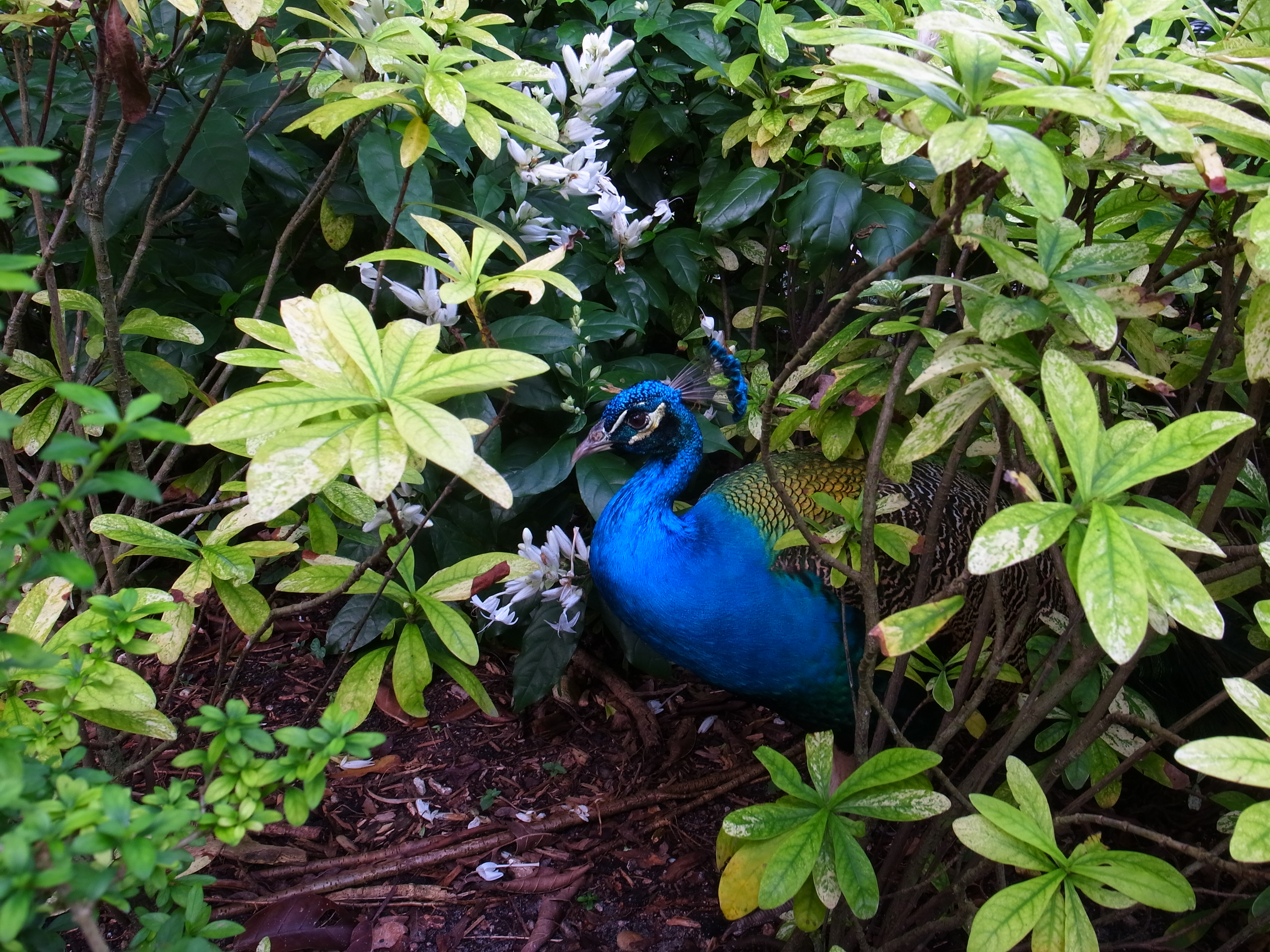
Blauer Pfau (Pavo cristatus) in der Vegetation

### Zoo
Das Everglades Wildlife Sanctuary innerhalb von Flamingo Gardens beherbergt eine große Sammlung von Wildtieren aus Florida, beispielsweise Rotluchs (Lynx rufus),  Amerikanischer Schwarzbär (Ursus americanus), Florida-Panther (Puma concolor coryi),  Nordamerikanischer Fischotter (Lontra canadensis), Mississippi-Alligator (Alligator mississippiensis) sowie Reiher- (Ardeidae) und Falkenarten (Falco). Der Park versteht sich als Tierbotschafter, um die Öffentlichkeit über die Fauna der Everglades aufzuklären. 2018 gelang im Zoo erstmals im Brutkasten die Aufzucht eines Kükens des American Flamingo (Kubaflamingo (Phoenicopterus ruber)), das aus einem im Flamingo-Pond angelegten Schlammkegel-Nest stammte. Die Aufzucht dieser Art aus importierten Eiern war dem Zoo schon vorher gelungen. Nachfolgende Bilder zeigen einige Vogelarten, die auf dem Zoo-Gelände leben:

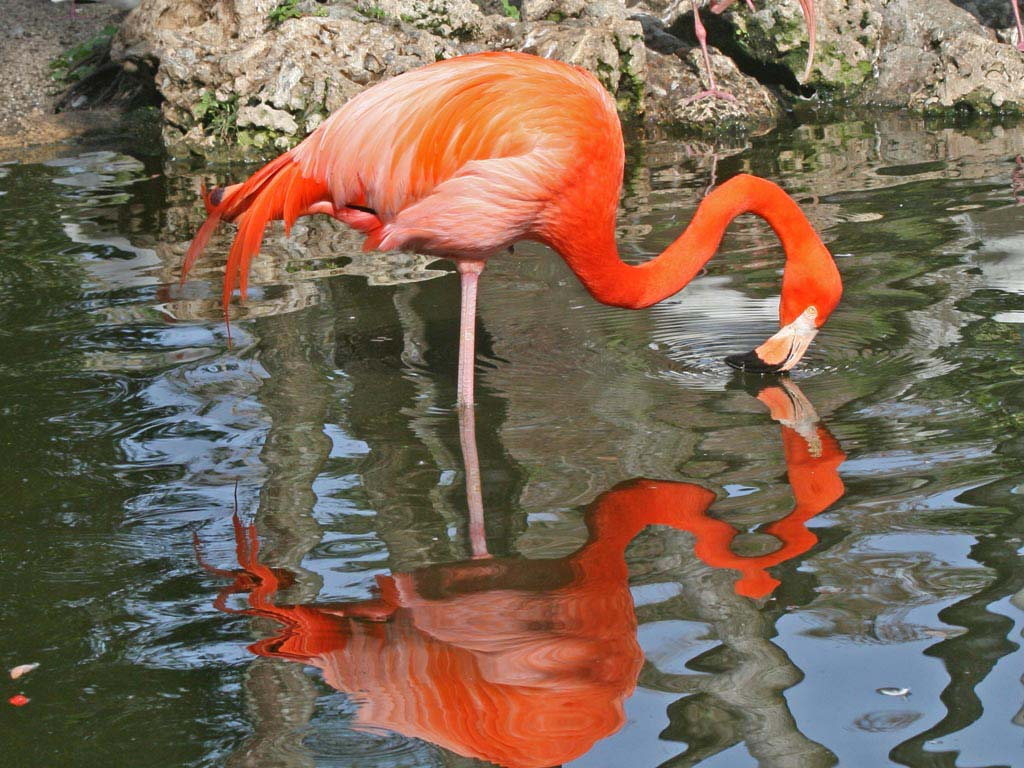
Kubaflamingo (American Flamingo)
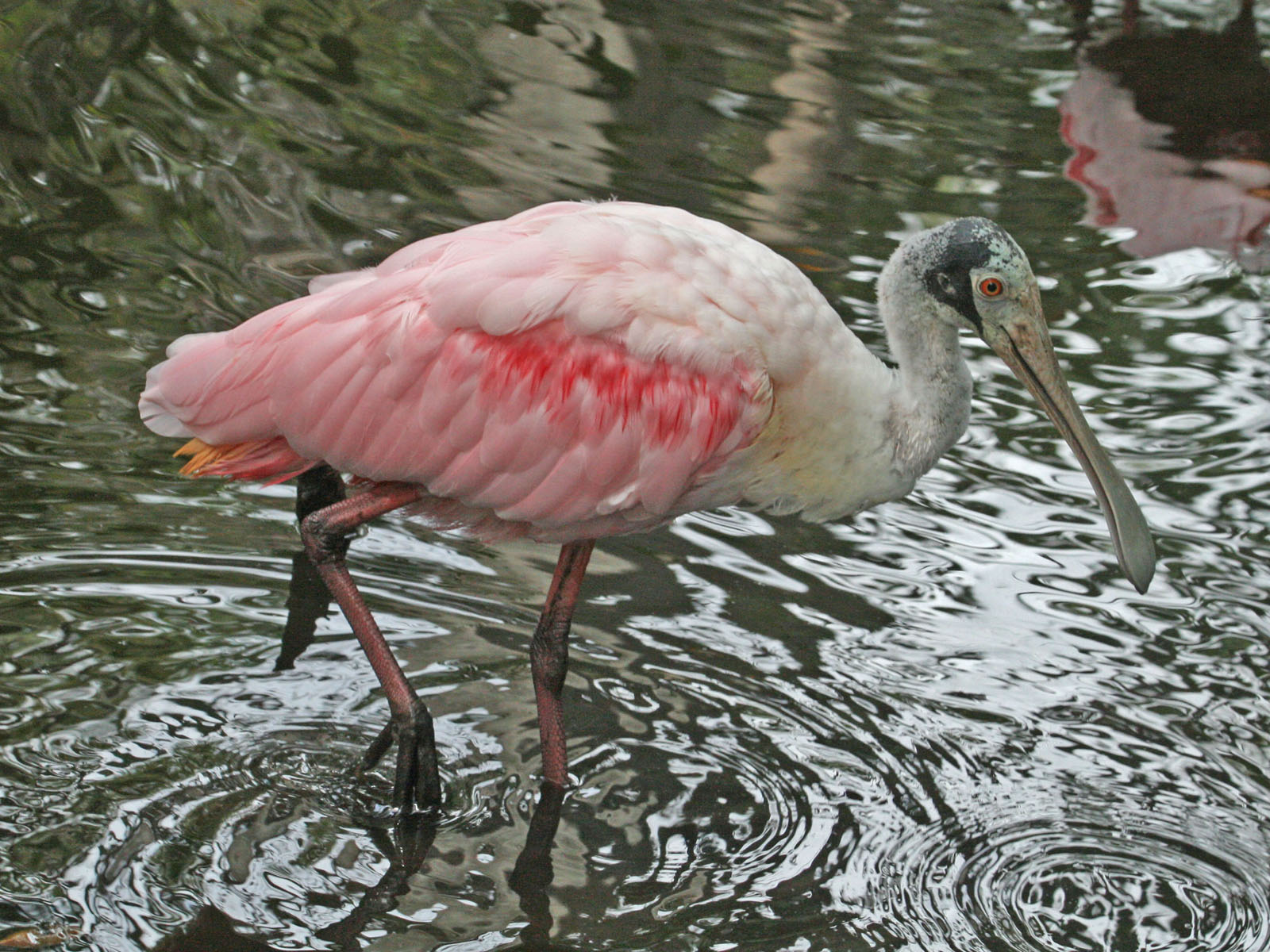
Rosalöffler (Platalea ajaja)
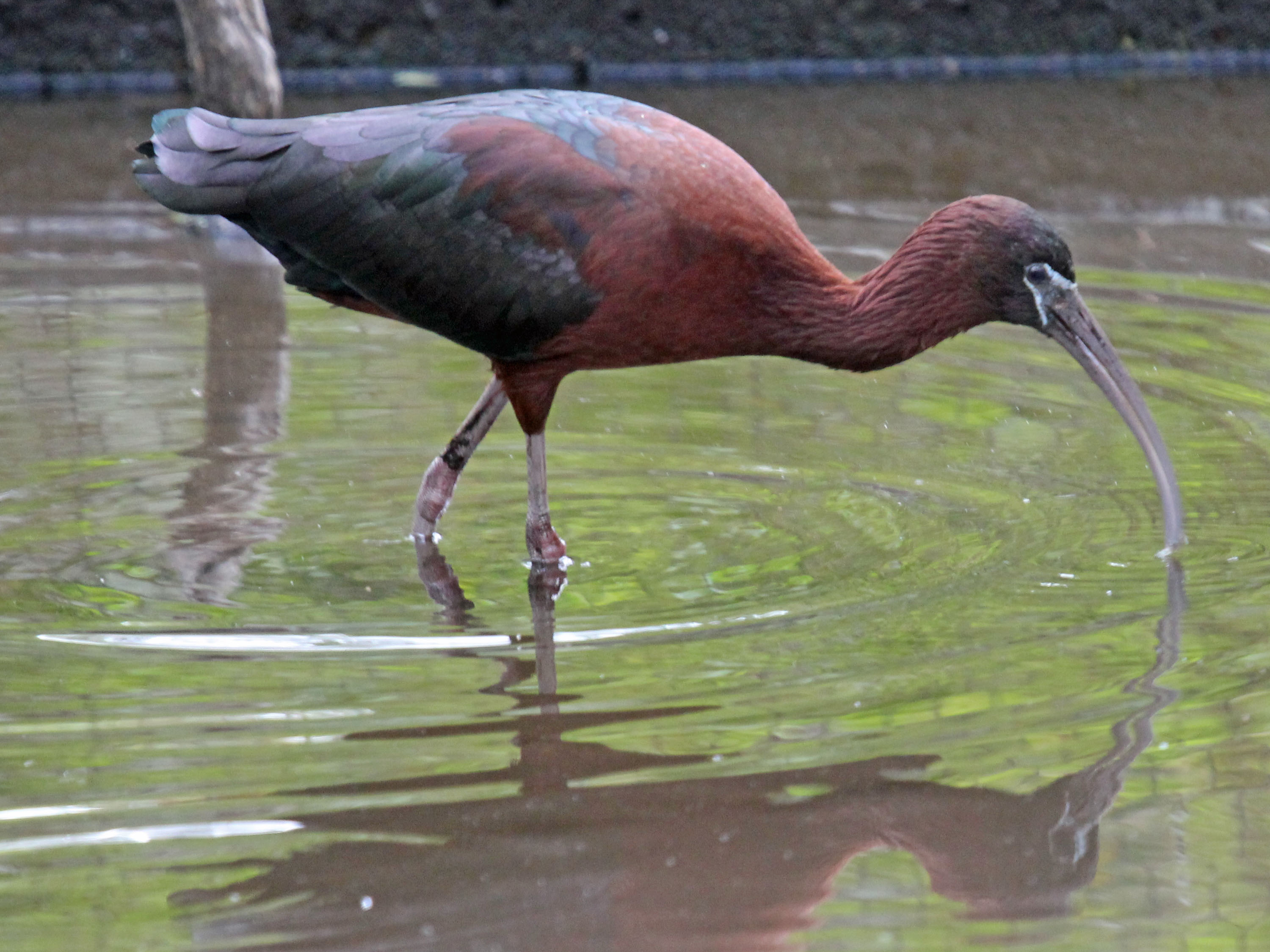
Sichler (Plegadis falcinellus)
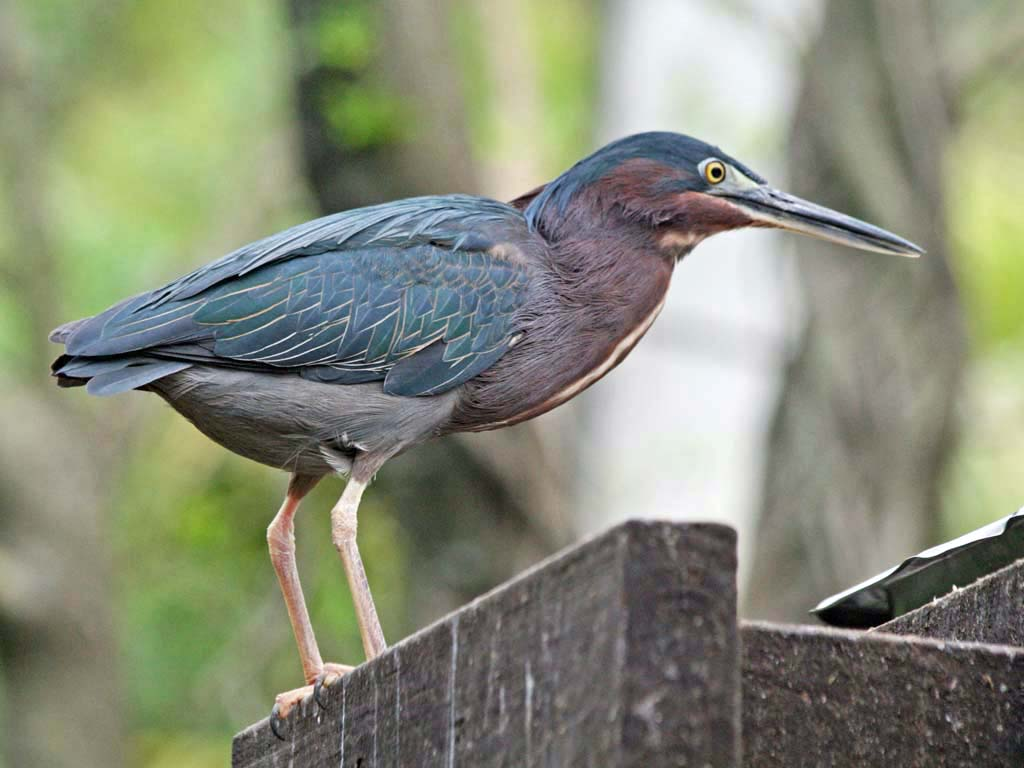
Grünreiher (Butorides virescens)
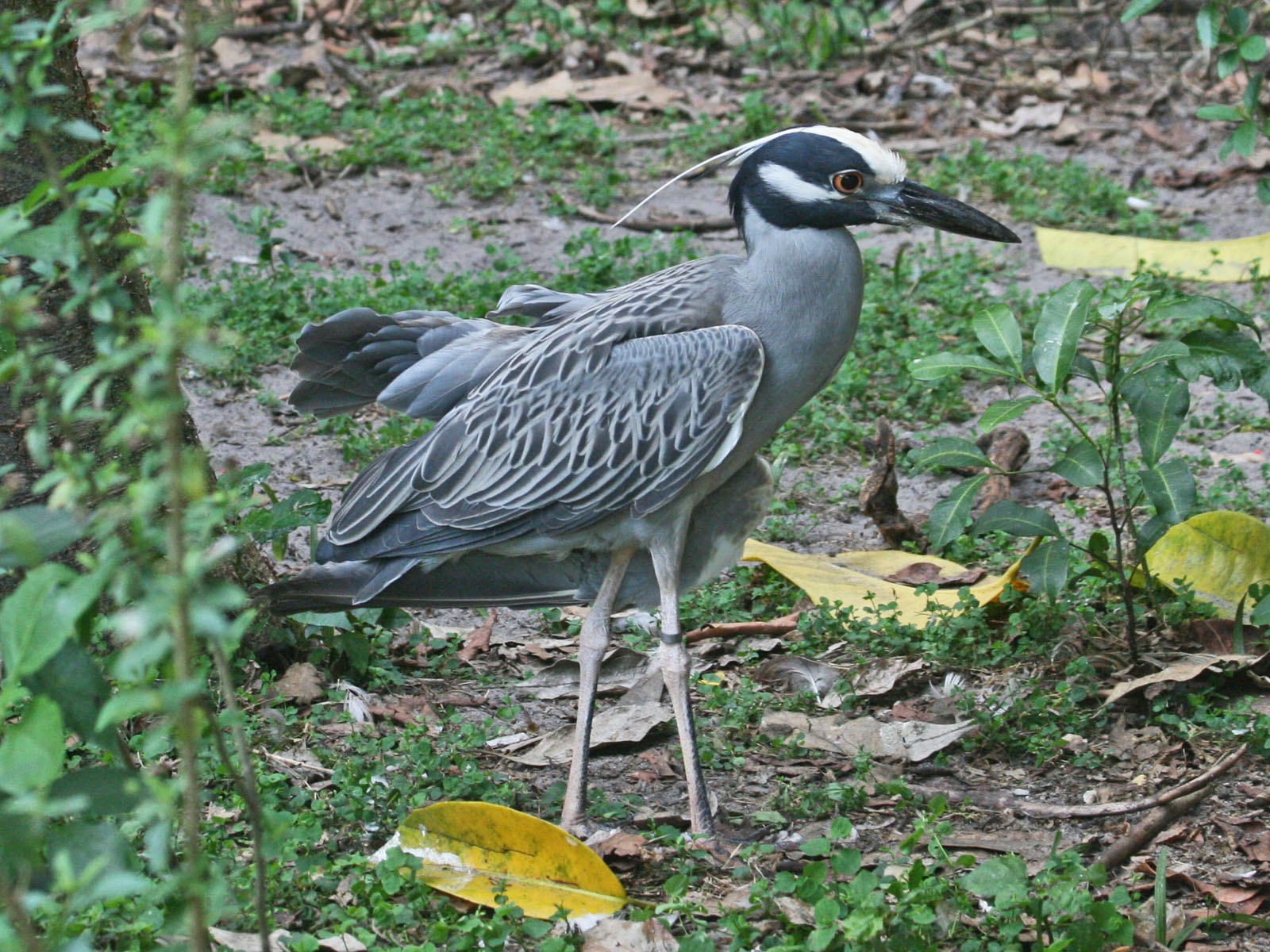
Krabbenreiher (Nyctanassa violacea)
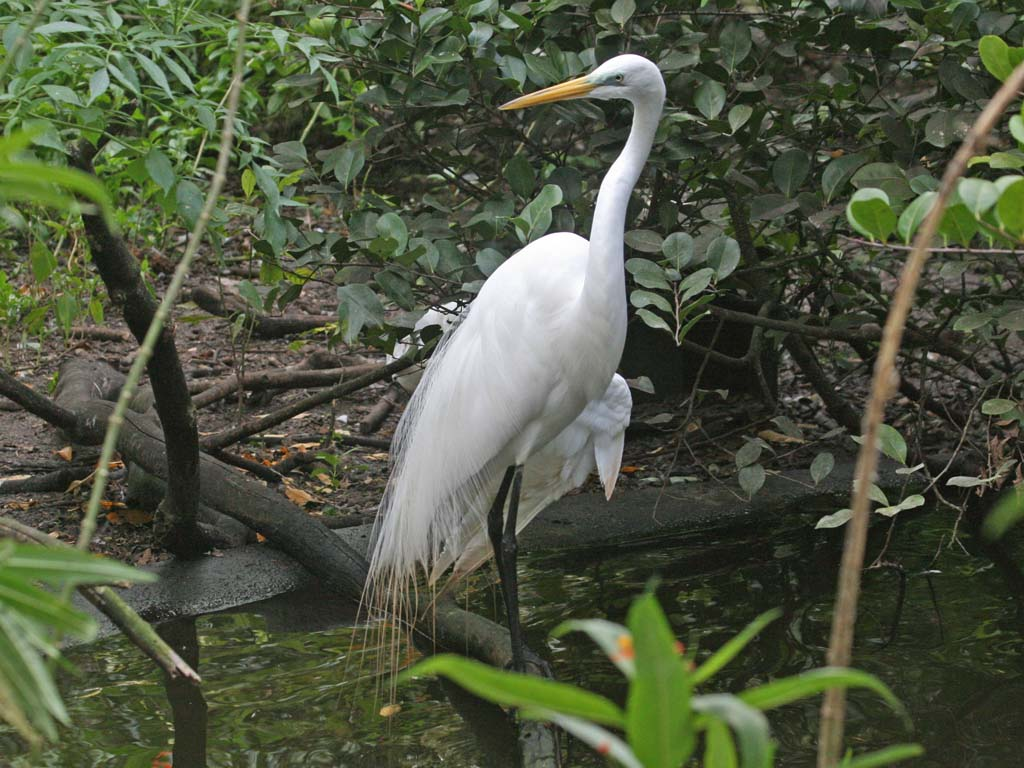
Silberreiher (Ardea alba)
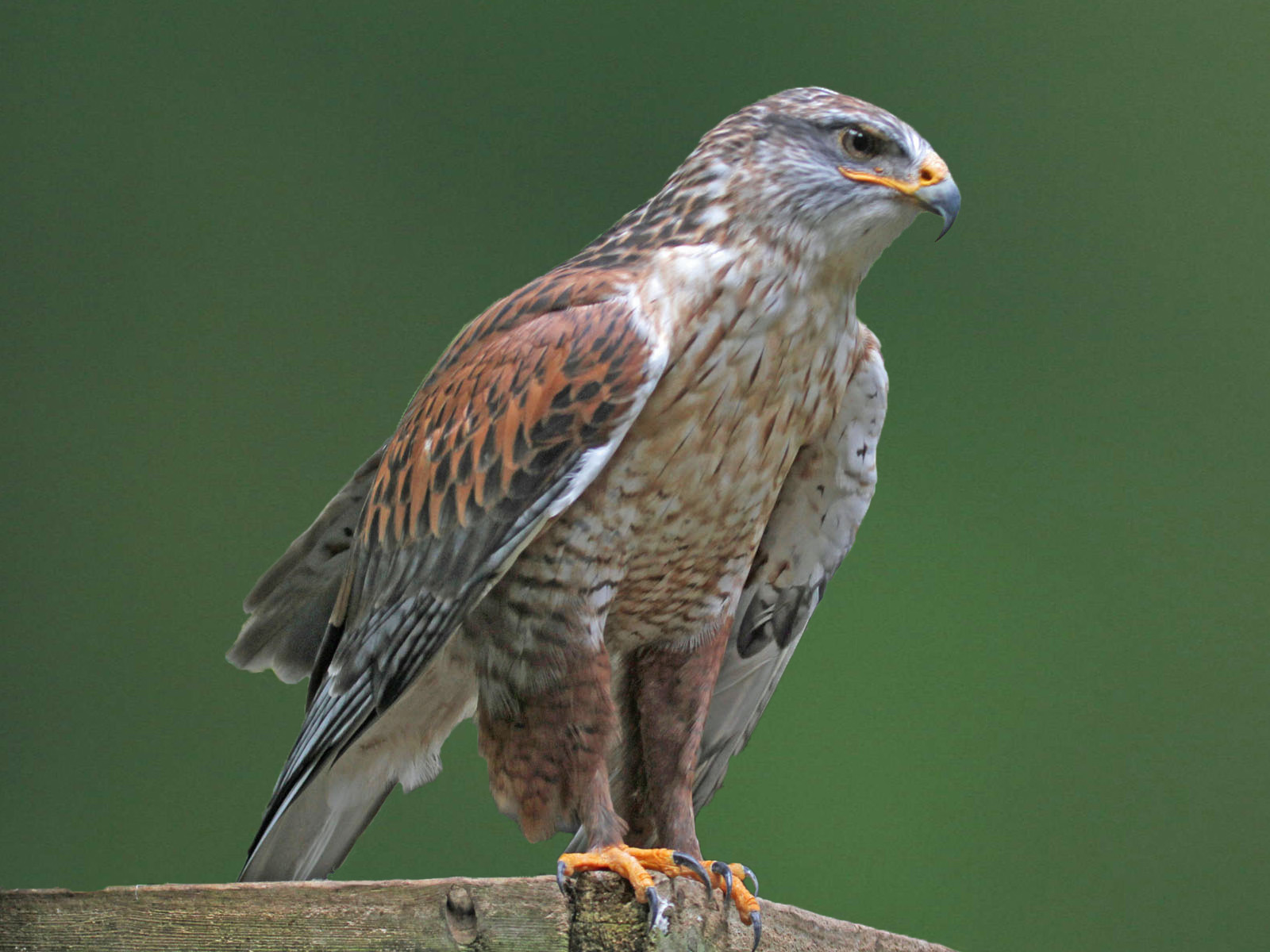
Königsbussard (Buteo regalis)
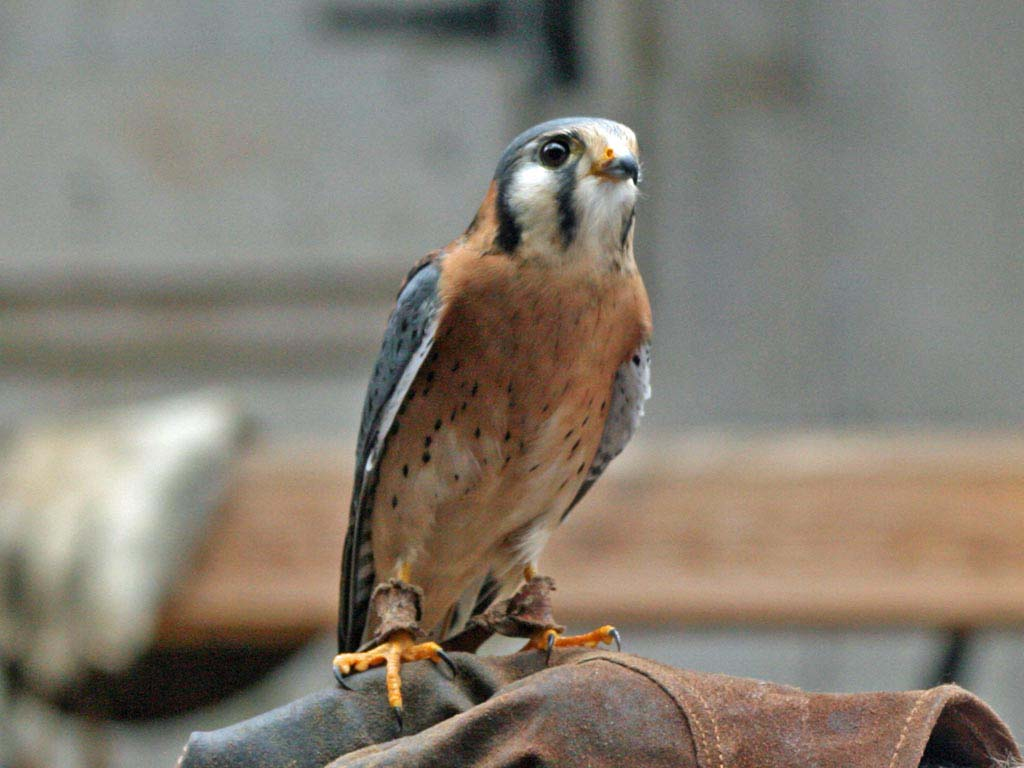
Buntfalke (Falco sparverius)
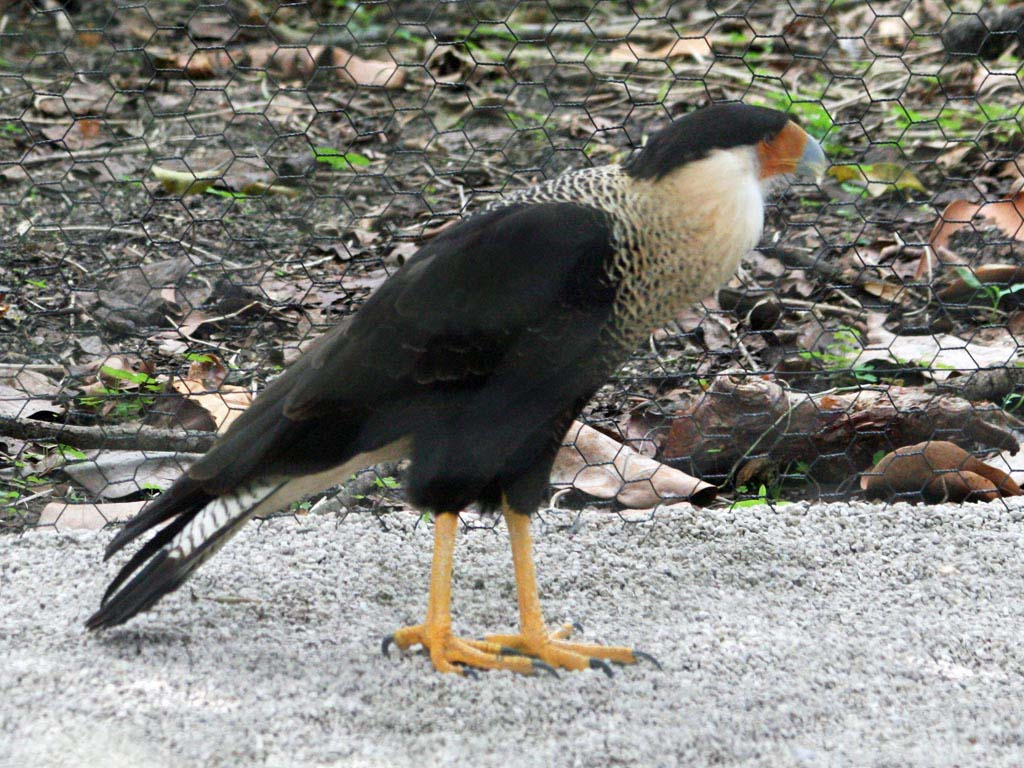
Schopfkarakara (Caracara plancus)

### Museum
Das Wray Home Museum wurde 1933 von Floyd L. und Jane Wray ursprünglich als Wochenendresidenz gebaut. Es ist die älteste Residenz im Broward County westlich des University Drive und inzwischen ein kulturelles Wahrzeichen. Das Museum wurde restauriert und umgestaltet, um den Besuchern des Flamingo Gardens einen Blick auf das Leben in Südflorida, wie es sich in den 1930er Jahren gestaltete zu bieten. Dazu werden ausgewählte Gegenstände, die als historische Zeitzeugen zu betrachten sind, gezeigt.